# Stachybotrys ruwenzoriensis
Stachybotrys ruwenzoriensis är en svampart som beskrevs av Matsush. 1985. Stachybotrys ruwenzoriensis ingår i släktet Stachybotrys, ordningen köttkärnsvampar, klassen Sordariomycetes, divisionen sporsäcksvampar och riket svampar.   Inga underarter finns listade i Catalogue of Life.